# کیونوبو موراکامی
کیونوبو موراکامی (انگلیسی: Kiyonobu Murakami; ۲۴ دسامبر ۱۹۰۷ –  ۸ اکتبر ۱۹۵۱) بوکسور اهل ژاپن بود.